# Isla de Santa Catalina

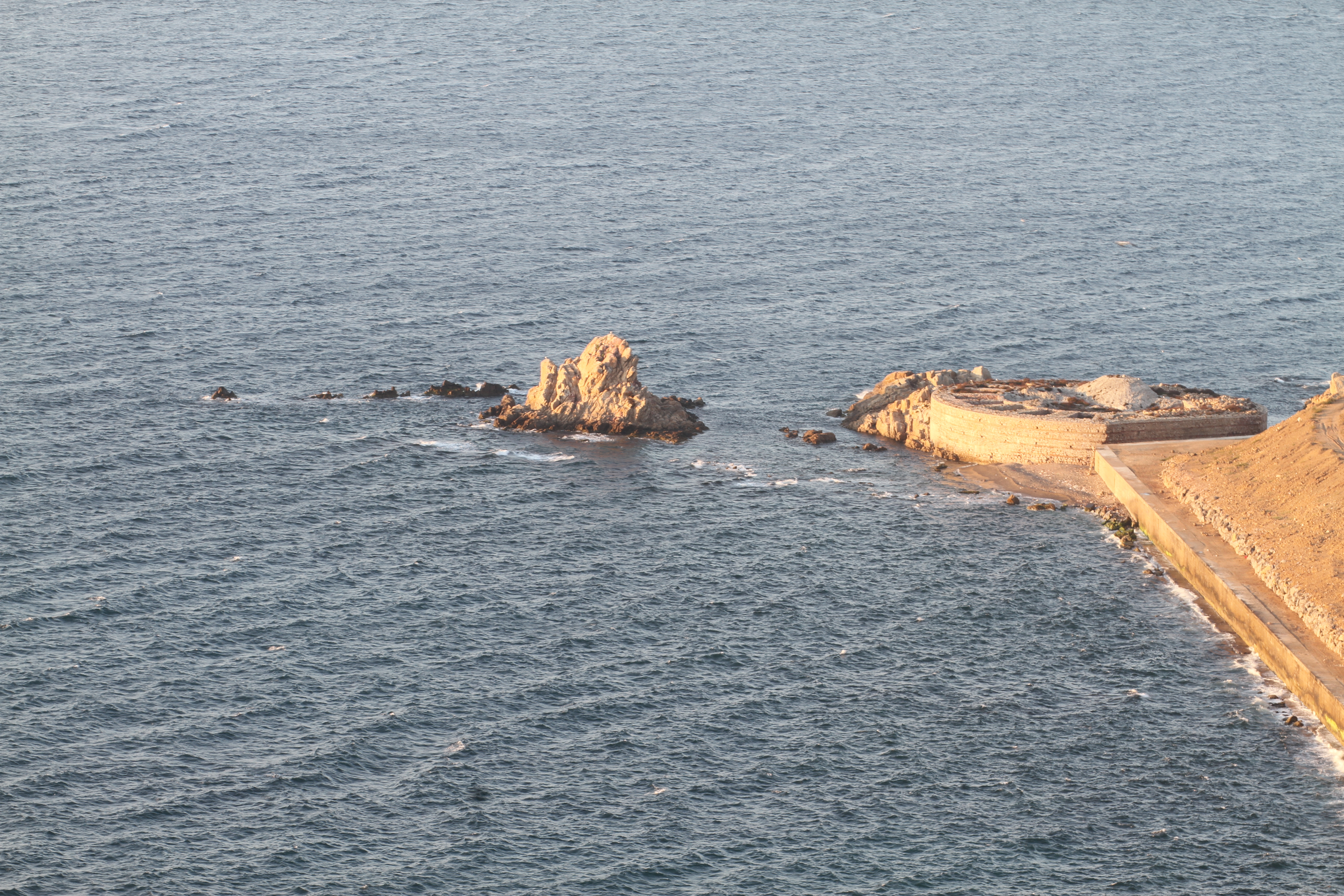
Santa Catalina-eiland.

Isla de Santa Catalina is een klein eiland voor de noordkust van het schiereiland Almina in Ceuta ( Spanje).